# 1977年
1977年（1977 ねん）は、西暦（グレゴリオ暦）による、土曜日から始まる平年。昭和52年。
この項目では、国際的な視点に基づいた1977年について記載する。

## 他の紀年法
- 干支：丁巳（ひのと み）
- 日本（月日は一致）
  - 昭和52年
  - 皇紀2637年
- 中華民国（月日は一致）
  - 中華民国66年
- 朝鮮民主主義人民共和国（月日は一致）
  - 主体66年
- 仏滅紀元：2519年 - 2520年
- イスラム暦：1397年1月10日 - 1398年1月20日
- ユダヤ暦：5737年4月11日 - 5738年4月21日
- ユニックス時間：220924800 - 252460799
- 修正ユリウス日 (MJD)：43144 - 43508
- リリウス日 (LD)：143985 - 144349

※主体暦は、朝鮮民主主義人民共和国で1997年に制定された。

## カレンダー
| 1月 |    |    |    |    |    |    |
| 日  | 月 | 火 | 水 | 木 | 金 | 土 |
|     |    |    |    |    |    | 1  |
| 2   | 3  | 4  | 5  | 6  | 7  | 8  |
| 9   | 10 | 11 | 12 | 13 | 14 | 15 |
| 16  | 17 | 18 | 19 | 20 | 21 | 22 |
| 23  | 24 | 25 | 26 | 27 | 28 | 29 |
| 30  | 31 |    |    |    |    |    |
|     |    |    |    |    |    |    |

| 2月 |    |    |    |    |    |    |
| 日  | 月 | 火 | 水 | 木 | 金 | 土 |
|     |    | 1  | 2  | 3  | 4  | 5  |
| 6   | 7  | 8  | 9  | 10 | 11 | 12 |
| 13  | 14 | 15 | 16 | 17 | 18 | 19 |
| 20  | 21 | 22 | 23 | 24 | 25 | 26 |
| 27  | 28 |    |    |    |    |    |
|     |    |    |    |    |    |    |

| 3月 |    |    |    |    |    |    |
| 日  | 月 | 火 | 水 | 木 | 金 | 土 |
|     |    | 1  | 2  | 3  | 4  | 5  |
| 6   | 7  | 8  | 9  | 10 | 11 | 12 |
| 13  | 14 | 15 | 16 | 17 | 18 | 19 |
| 20  | 21 | 22 | 23 | 24 | 25 | 26 |
| 27  | 28 | 29 | 30 | 31 |    |    |
|     |    |    |    |    |    |    |

| 4月 |    |    |    |    |    |    |
| 日  | 月 | 火 | 水 | 木 | 金 | 土 |
|     |    |    |    |    | 1  | 2  |
| 3   | 4  | 5  | 6  | 7  | 8  | 9  |
| 10  | 11 | 12 | 13 | 14 | 15 | 16 |
| 17  | 18 | 19 | 20 | 21 | 22 | 23 |
| 24  | 25 | 26 | 27 | 28 | 29 | 30 |
|     |    |    |    |    |    |    |

| 5月 |    |    |    |    |    |    |
| 日  | 月 | 火 | 水 | 木 | 金 | 土 |
| 1   | 2  | 3  | 4  | 5  | 6  | 7  |
| 8   | 9  | 10 | 11 | 12 | 13 | 14 |
| 15  | 16 | 17 | 18 | 19 | 20 | 21 |
| 22  | 23 | 24 | 25 | 26 | 27 | 28 |
| 29  | 30 | 31 |    |    |    |    |
|     |    |    |    |    |    |    |

| 6月 |    |    |    |    |    |    |
| 日  | 月 | 火 | 水 | 木 | 金 | 土 |
|     |    |    | 1  | 2  | 3  | 4  |
| 5   | 6  | 7  | 8  | 9  | 10 | 11 |
| 12  | 13 | 14 | 15 | 16 | 17 | 18 |
| 19  | 20 | 21 | 22 | 23 | 24 | 25 |
| 26  | 27 | 28 | 29 | 30 |    |    |
|     |    |    |    |    |    |    |

| 7月 |    |    |    |    |    |    |
| 日  | 月 | 火 | 水 | 木 | 金 | 土 |
|     |    |    |    |    | 1  | 2  |
| 3   | 4  | 5  | 6  | 7  | 8  | 9  |
| 10  | 11 | 12 | 13 | 14 | 15 | 16 |
| 17  | 18 | 19 | 20 | 21 | 22 | 23 |
| 24  | 25 | 26 | 27 | 28 | 29 | 30 |
| 31  |    |    |    |    |    |    |
|     |    |    |    |    |    |    |

| 8月 |    |    |    |    |    |    |
| 日  | 月 | 火 | 水 | 木 | 金 | 土 |
|     | 1  | 2  | 3  | 4  | 5  | 6  |
| 7   | 8  | 9  | 10 | 11 | 12 | 13 |
| 14  | 15 | 16 | 17 | 18 | 19 | 20 |
| 21  | 22 | 23 | 24 | 25 | 26 | 27 |
| 28  | 29 | 30 | 31 |    |    |    |
|     |    |    |    |    |    |    |

| 9月 |    |    |    |    |    |    |
| 日  | 月 | 火 | 水 | 木 | 金 | 土 |
|     |    |    |    | 1  | 2  | 3  |
| 4   | 5  | 6  | 7  | 8  | 9  | 10 |
| 11  | 12 | 13 | 14 | 15 | 16 | 17 |
| 18  | 19 | 20 | 21 | 22 | 23 | 24 |
| 25  | 26 | 27 | 28 | 29 | 30 |    |
|     |    |    |    |    |    |    |

| 10月 |    |    |    |    |    |    |
| 日   | 月 | 火 | 水 | 木 | 金 | 土 |
|      |    |    |    |    |    | 1  |
| 2    | 3  | 4  | 5  | 6  | 7  | 8  |
| 9    | 10 | 11 | 12 | 13 | 14 | 15 |
| 16   | 17 | 18 | 19 | 20 | 21 | 22 |
| 23   | 24 | 25 | 26 | 27 | 28 | 29 |
| 30   | 31 |    |    |    |    |    |
|      |    |    |    |    |    |    |

| 11月 |    |    |    |    |    |    |
| 日   | 月 | 火 | 水 | 木 | 金 | 土 |
|      |    | 1  | 2  | 3  | 4  | 5  |
| 6    | 7  | 8  | 9  | 10 | 11 | 12 |
| 13   | 14 | 15 | 16 | 17 | 18 | 19 |
| 20   | 21 | 22 | 23 | 24 | 25 | 26 |
| 27   | 28 | 29 | 30 |    |    |    |
|      |    |    |    |    |    |    |

| 12月 |    |    |    |    |    |    |
| 日   | 月 | 火 | 水 | 木 | 金 | 土 |
|      |    |    |    | 1  | 2  | 3  |
| 4    | 5  | 6  | 7  | 8  | 9  | 10 |
| 11   | 12 | 13 | 14 | 15 | 16 | 17 |
| 18   | 19 | 20 | 21 | 22 | 23 | 24 |
| 25   | 26 | 27 | 28 | 29 | 30 | 31 |
|      |    |    |    |    |    |    |

## できごと

### 1月
- 1月1日 - 欧州共同体 (EC)、200海里水域宣言[要出典]。
- 1月2日 - 日大理工学グループの人力飛行機ストーク号が2093.9m飛び、世界新記録を樹立[要出典]。
- 1月18日 - オーストラリアでグランヴィル鉄道事故が発生、死者83名、重軽傷者210名以上の大惨事となる。
- 1月20日 - アメリカでジミー・カーター大統領就任。
- 1月27日 - ロッキード事件丸紅ルート初公判。31日全日空ルート初公判。

### 2月
- 2月9日 - スペイン、ソ連と38年ぶり国交回復。
- 2月10日 - 日米漁業協定調印。200海里経済水域規定に基づく初の漁業協定。

### 3月
- 3月1日 - 米・ソ2大国が200海里漁業専管水域を実施。
- 3月10日 - 天王星の環を発見。
- 3月27日 - カナリア諸島でジャンボ機同士の衝突事故が発生（テネリフェ空港ジャンボ機衝突事故）。

### 4月
- 4月21日 - ミュージカル『アニー』がブロードウェイで初演。2377回のロングラン公演となる。
- 4月28日 - 山梨県、ミレーの「種まく人」など3点の絵画作品を3億1500万円で購入。翌年開館の山梨県立美術館に収蔵。

### 5月
- 5月7日 - ロンドンで第3回サミット開催（ - 8日）。

### 6月
- 6月13日 - 全米女子プロゴルフ選手権で樋口久子が優勝、日本人初の世界タイトルを獲得。
- 6月30日 - 東南アジア条約機構が発足から23年目で解散。

### 7月
- 7月1日 - 領海法施行、日本の領海を海岸より12海里と定める。
- 7月13日 - ニューヨーク大停電。ニューヨークで落雷が原因の停電が起こり、復旧までの3日間に900万人が影響を受けた。
- 7月14日 - 日本初の静止気象衛星「ひまわり」（後の「ひまわり1号」）打ち上げ。

### 8月
- 8月12日 - 文化大革命終結宣言。
- 8月15日 - ビッグイヤー電波望遠鏡でWow! シグナルが受信される。信号の正体は不明でのちに映画『コンタクト』のモデルにもなる。
- 8月20日 - 無人宇宙探査機「ボイジャー2号」がアメリカ・フロリダ州ケープカナベラル空軍基地から打ち上げられた。

### 9月
- 9月5日 - ボイジャー1号がケープカナベラル空軍基地から打ち上げられる
- 9月27日
  - 横浜の住宅密集地に米軍の戦闘機が墜落。母子3名が死傷した（横浜米軍機墜落事件）。
  - 日本航空クアラルンプール墜落事故。34人死亡。
- 9月28日 - ダッカ日航機ハイジャック事件が発生。

### 10月
- 10月7日 - ソビエト連邦で憲法改正。（ソビエト社会主義共和国連邦憲法 (1977年)）
- 10月13日 - ルフトハンザ航空181便ハイジャック事件
- 10月18日 - ルフトハンザ航空181便ハイジャック事件、特殊部隊突入で解決。ドイツ赤軍メンバーが刑務所内で相次ぎ自殺。
- 10月31日 - 自然環境における天然痘の最後の感染事例が報告される。

### 11月
- 11月11日 - 裡里駅爆発事故（現：益山駅）
- 11月15日 - 新潟市で横田めぐみが下校途中に北朝鮮の工作員に拉致される。
- 11月19日
  - エジプトのサダト大統領がイスラエルを訪問（アラブ諸国の元首として初のイスラエル訪問）。
  - TAP ポルトガル航空425便墜落事故が発生。131人が死亡。

### 12月
- 12月4日 - 中央アフリカ共和国のジャンベデル・ボカサ終身大統領が戴冠式（英語版）を行い中央アフリカ帝国皇帝ボカサ1世として即位。
- 12月17日 - リニアモーターカー、世界初の浮上走行に成功。
- 12月25日 - イギリスの喜劇王、チャールズ・チャップリン死去（88歳）。

## スポーツ
- 自転車競技
  - 中野浩一が日本人として初の自転車世界選手権の優勝を果たす、種目はスクラッチ（現在のスプリント）で、以後10年連続優勝をし、「世界のナカノ」と称される。
- アルペンスキー
  - 海和俊宏 ワールドカップ男子回転にて日本人初の第1シード入り

## 芸術・文化

### 音楽
- ホテル・カリフォルニア（イーグルス）
- オウン・ウェイ（フリートウッド・マック）
- ダンシング・クイーン（ABBA）

### 映画
- 洋画
  - 007 私を愛したスパイ［英］
  - ロッキー
  - 未知との遭遇
  - スター・ウォーズ（日本での公開は1978年）
  - 北京原人の逆襲
  - くまのプーさん 完全保存版
  - ビアンカの大冒険

## 誕生

### 1月
- 1月3日 - A.J.バーネット、元メジャーリーガー
- 1月5日 - エリック・ヤング、プロ野球選手
- 1月11日 - リック・ガトームソン、プロ野球選手
- 1月12日 - ヨアンディ・ガルロボ、元野球選手
- 1月13日 - ジェームス・ポージー、バスケットボール選手
- 1月19日 - キム・ソヨン、韓国声優
- 1月19日 - Cocco、シンガーソングライター
- 1月19日 - ローレン・エタメ・マイヤー、元サッカー選手
- 1月20日 - イリアン・ストヤノフ、サッカー選手
- 1月21日 - フィリップ・ネヴィル、元サッカー選手
- 1月22日 - ヴァズゲン・アズロヤン、フィギュアスケート選手
- 1月22日 - タミー・シアー、フィギュアスケート選手
- 1月22日 - 中田英寿、元サッカー選手
- 1月26日 - ヴィンス・カーター、バスケットボール選手
- 1月28日 - ライル・オーバーベイ、元メジャーリーガー
- 1月30日 - 新井貴浩、元プロ野球選手、監督
- 1月31日 - 香取慎吾、歌手 (SMAP)

### 2月
- 2月2日 - シャキーラ、ミュージシャン
- 2月5日 - レオン・マラゾーグ、国際関係論学者、元駐日大使
- 2月6日 - 松元惠、声優
- 2月7日 - たなかえり、女優
- 2月7日 - 宮本恒靖、サッカー選手
- 2月8日 - デイヴ・ファーレル、ミュージシャン（リンキン・パーク）
- 2月8日 - ロマン・コストマロフ、フィギュアスケート選手
- 2月9日 - 張玉峰、野球選手
- 2月11日 - マイク・シノダ、ミュージシャン（リンキン・パーク）
- 2月12日 - 劉東勳、野球選手
- 2月13日 - ランディ・モス、アメリカンフットボール選手
- 2月15日 - マシュー・ランデル、元プロ野球選手
- 2月17日 - 鈴木千尋、声優
- 2月19日 - ジャンルカ・ザンブロッタ、サッカー選手、サッカー指導者
- 2月20日 - ステフォン・マーブリー、バスケットボール選手
- 2月21日 - スティーブ・フランシス、元バスケットボール選手
- 2月22日 - J・J・プッツ、メジャーリーガー
- 2月22日 - アレクサンデル・マジェタ、野球選手
- 2月24日 - フロイド・メイウェザー・ジュニア、プロボクサー
- 2月24日 - ブロンソン・アローヨ、メジャーリーガー
- 2月25日 - ラモン・ラミレス、元野球選手
- 2月27日 - 范暁萱（メイヴィス・ファン）、歌手
- 2月28日 - 洪性炘、野球選手

### 3月
- 3月1日 - シレノス、ミュージシャン（ディム・ボルギル）
- 3月2日 - クリス・マーティン、ミュージシャン、歌手（コールドプレイ）
- 3月6日 - スタニック・ジャネット、フィギュアスケート選手
- 3月13日 - 小渕健太郎、歌手（コブクロ）
- 3月14日 - ユースケ (お笑い芸人)
- 3月15日 - エイドリアン・バーンサイド、プロ野球選手
- 3月15日 - ジョー・ハーン、ミュージシャン（リンキン・パーク）
- 3月16日 - 安元洋貴、声優
- 3月18日 - 黒田俊介、歌手（コブクロ）
- 3月18日 - ZUN、東方Project開発者、上海アリス幻樂団主宰
- 3月18日 - ターメル・スレッジ、プロ野球選手
- 3月18日 - フェルナンド・ロドニー、メジャーリーガー
- 3月19日 - 岡田義徳、俳優
- 3月19日 - 小原明大、政治家
- 3月19日 - 萩原達也、元プロ野球審判員
- 3月23日 - マキシム・マリニン、フィギュアスケート選手
- 3月31日 - ジェイミー・ブラウン、元プロ野球選手
- 3月31日 - ジェイソン・デノミー、フィギュアスケート選手

### 4月
- 4月2日 - マイケル・ファスベンダー、俳優
- 4月3日 - アレン・アヴディッチ、サッカー選手
- 4月4日 - エリック・バレント、元プロ野球選手
- 4月5日 - ウィンストン・アブレイユ、プロ野球選手
- 4月6日 - アンディ・フィリップス、プロ野球選手
- 4月9日 - 前川恭子、JRA調教師
- 4月12日 - D.J.カラスコ、元メジャーリーガー
- 4月14日 - サラ・ミシェル・ゲラー、女優
- 4月16日 - フレドリック・ユングベリ、元サッカー選手
- 4月17日 - フレデリック・メーグル、作曲家
- 4月20日 - リサ・アーバイン、フィギュアスケート選手・審判
- 4月21日 - ジェイミー・サレー、フィギュアスケート選手
- 4月22日 - マルク・ファン・ボメル、元サッカー選手
- 4月23日 - アンドリュー・ジョーンズ、元メジャーリーガー
- 4月23日 - ジョン・シナ、プロレスラー
- 4月24日 - カルロス・ベルトラン、メジャーリーガー
- 4月26日 - ダニエル・ロステン、ミュージシャン
- 4月26日 - 福留孝介、プロ野球選手
- 4月27日 - 尾形貴弘、お笑いタレント（パンサー）
- 4月28日 - 石関賢太郎、元子役
- 4月28日 - ホルヘ・ソーサ、メジャーリーガー

### 5月
- 5月1日 - ティファニー・スコット、フィギュアスケート選手
- 5月3日 - 壱智村小真、声優
- 5月3日 - ライアン・デンプスター、元メジャーリーガー
- 5月8日 - たかはし智秋、声優
- 5月10日 - ニック・ハイドフェルド、F1ドライバー
- 5月13日 - クリス・オクスプリング、プロ野球選手
- 5月14日 - ロイ・ハラデイ、メジャーリーガー（+ 2017年）
- 5月16日 - エミリアナ・トリーニ、ミュージシャン
- 5月19日 - ブランドン・インジ、メジャーリーガー
- 5月19日 - マヌエル・アルムニア、元サッカー選手
- 5月19日 - ラファエル・クルス、プロ野球選手
- 5月20日 - レオ・フランコ、サッカー選手
- 5月22日 - パット・スマレン、騎手
- 5月23日 - イリヤ・クーリック、フィギュアスケート選手
- 5月24日 - クレイグ・ウィリアムズ、騎手
- 5月24日 - 徐在応、野球選手
- 5月26日 - ルカ・トーニ、サッカー選手

### 6月
- 6月3日 - トラビス・ハフナー、元メジャーリーガー
- 6月4日 - ゴーソン・サティタマジット、外交官
- 6月5日 - シャンタル・ルフェーブル、フィギュアスケート選手
- 6月6日 - クリストファー・ライト、元プロ野球選手
- 6月7日 - 朴明桓、野球選手
- 6月8日 - カニエ・ウェスト、プロデューサー、ラッパー、歌手
- 6月8日 - ファルカン、フットサル選手
- 6月9日 - ペジャ・ストヤコヴィッチ、バスケットボール選手
- 6月10日 - 松たか子、声優
- 6月11日 - オダリス・ペレス、元メジャーリーガー
- 6月11日 - 東山麻美、女優
- 6月13日 - ホセ・オーティズ、プロ野球選手
- 6月16日 - ケリー・ウッド、メジャーリーガー
- 6月19日 - ブルース・チェン、元メジャーリーガー
- 6月23日 - ジェイソン・ムラーズ、シンガーソングライター
- 6月26日 - 久保帯人、漫画家
- 6月28日 - 田村幸士、俳優
- 6月27日 - ラウル・ゴンサレス、サッカー選手
- 6月29日 - ウィル・ケンプ、ダンサー・俳優

### 7月
- 7月1日 - リブ・タイラー、女優
- 7月5日 - 金圓衡、野球選手
- 7月5日 - バラモン・ケイ（佐藤恵）、プロレスラー（バラモン兄弟）
- 7月5日 - バラモン・シュウ（佐藤秀）、プロレスラー（バラモン兄弟）
- 7月7日 - アンディ・グリーン、元プロ野球選手
- 7月8日 - クリスティアン・アッビアーティ、サッカー選手
- 7月18日 - グレン・ウィリアムス、メジャーリーガー
- 7月20日 - 三都主アレサンドロ、サッカー選手
- 7月21日 - 高橋伸顕、俳優
- 7月21日 - ロジャー・デアゴ、元メジャーリーガー
- 7月22日 - ライアン・ボーグルソン、メジャーリーガー
- 7月26日 - タニヤ・シェフチェンコ、フィギュアスケート選手
- 7月28日 - マヌ・ジノビリ、バスケットボール選手

### 8月
- 8月2日 - ファビオ・ミラノ、野球選手
- 8月3日 - トム・ブレイディ、アメリカンフットボール選手
- 8月5日 - 広橋涼、声優
- 8月8日 - 猫ひろし、タレント
- 8月12日 - パク・ヨンハ、韓国の俳優・歌手（+ 2010年）
- 8月14日 - スコット・チャイアソン、元プロ野球選手
- 8月17日 - ウィリアム・ギャラス、サッカー選手
- 8月17日 - ティエリ・アンリ、サッカー選手
- 8月18日 - 村田充、俳優
- 8月19日 - マット・ホワイト、プロ野球選手
- 8月22日 - 菅野美穂、女優
- 8月23日 - ニコール・ボベック、フィギュアスケート選手
- 8月23日 - 三宅健太、声優
- 8月24日 - デニウソン・デ・オリヴェイラ・アラウージョ、サッカー選手
- 8月24日 - ファブリシオ・ヴェウドゥム、総合格闘家
- 8月24日 - ロベルト・エンケ、元サッカー選手（+ 2009年）
- 8月25日 - 浅野真澄、声優
- 8月25日 - アルベルト・アコスタ、元マイナーリーガー
- 8月26日 - 千葉紗子、声優
- 8月27日 - デコ、サッカー選手
- 8月27日 - ジャスティン・ミラー、メジャーリーガー（+ 2013年）
- 8月29日 - ロイ・オズワルト、元メジャーリーガー
- 8月30日 - ジョージ・コリアス、音楽家
- 8月31日 - イアン・ハート、サッカー選手

### 9月
- 9月1日 - ダビド・アルベルダ、サッカー選手
- 9月3日 - オロフ・メルベリ、サッカー選手
- 9月3日 - フアン・パブロ・アンヘル、サッカー選手
- 9月6日 - 氷川きよし、歌手
- 9月9日 - アンディ・アティング、野球選手
- 9月10日 - ダニス・バエス、元メジャーリーガー
- 9月11日 - リュダクリス、ラッパー、俳優
- 9月12日 - 三木一馬、雑誌編集者
- 9月12日 - ダビデ・ダロスペダーレ、野球選手
- 9月15日 - アンジェラ・アキ、シンガーソングライター
- 9月15日 - カルロス・アルベルト・カルヴァリョ・ドス・アンジョス・ジュニオル、サッカー選手
- 9月20日 - 安室奈美恵、歌手
- 9月24日 - モハメド・フセイン・シャリーフ、政治家
- 9月25日 - ウィンストン・チョイ、ピアニスト
- 9月26日 - マガリ・サウリ、フィギュアスケート選手
- 9月27日 - ビセンテ・パディーヤ、メジャーリーガー
- 9月28日 - 朴セリ、女子プロゴルファー
- 9月28日 - 藤榮史哉、スーツアクター

### 10月
- 10月1日 - ドワイト・フィリップス、走幅跳選手
- 10月4日 - ボビー・スケールズ、プロ野球選手
- 10月5日 - コンスタンティン・ジリャノフ、サッカー選手
- 10月6日 - 泰勇気、声優
- 10月9日 - ブライアン・ロバーツ、メジャーリーガー
- 10月11日 - エレーナ・ベレズナヤ、フィギュアスケート選手
- 10月13日 - アントニオ・ディ・ナターレ、サッカー選手
- 10月13日 - ポール・ピアース、バスケットボール選手
- 10月15日 - 小飯塚貴世江、声優
- 10月15日 - ダヴィド・トレゼゲ、サッカー選手
- 10月15日 - ミッチ・ジョーンズ、プロ野球選手
- 10月17日 - アンドレ・ビラス・ボアス、サッカー指導者
- 10月18日 - ライアン・ネルセン、元サッカー選手、サッカー指導者
- 10月19日 - ランディ・ルイーズ、プロ野球選手
- 10月22日 - ブラッド・トーマス、元プロ野球選手
- 10月23日 - ハビエル・カステリャーノ、騎手
- 10月24日 - ラファエル・ファーカル、メジャーリーガー
- 10月27日 - 金相勳、野球選手
- 10月28日 - 陳金鋒、野球選手
- 10月29日 - 陳峰民、野球選手

### 11月
- 11月4日 - ソ・ジソブ、俳優
- 11月4日 - マーカス・グウィン、プロ野球選手
- 11月4日 - ラリー・ビグビー、プロ野球選手
- 11月8日 - ニック・プント、メジャーリーガー
- 11月10日 - ウォンビン、俳優
- 11月10日 - ジョシュ・バーネット、総合格闘家
- 11月10日 - ブリタニー・マーフィ、アメリカ合衆国の女優（+ 2009年）
- 11月11日 - マイク・バシック、メジャーリーガー
- 11月12日 - ダリーン・カーティス、プレイメイト
- 11月16日 - オクサナ・バイウル、フィギュアスケート選手
- 11月16日 - マキシム・スタビスキー、フィギュアスケート選手
- 11月17日 - アレックス・グラマン、プロ野球選手
- 11月20日 - ダニエル・スヴェンソン、ミュージシャン
- 11月26日 - ポール・ビネボーズ、フィギュアスケート選手
- 11月27日 - ラウル・バルデス、プロ野球選手
- 11月29日 - マリア・ペトロワ、フィギュアスケート選手
- 11月30日 - オリヴィエ・シェーンフェルダー、フィギュアスケート選手
- 11月30日 - スティーヴ・アオキ、DJ、音楽プロデューサー

### 12月
- 12月1日 - ブラッド・デルソン、ミュージシャン（リンキン・パーク）
- 12月3日 - 平田絵里子、声優
- 12月5日 - リチャード・ライト、サッカー選手
- 12月7日 - 島田秀平、タレント、手相占い師
- 12月10日 - ダン・ウィーラー、メジャーリーガー
- 12月11日 - 天野勇剛、プロ野球選手
- 12月11日 - ユウゴー、元プロ野球選手
- 12月12日 - オーランド・ハドソン、メジャーリーガー
- 12月14日 - 桃井はるこ、声優
- 12月18日 - アクスウェル（英語版）、DJ/エレクトロダンスプロデューサー (Axwell Λ Ingrosso)
- 12月21日 - バディ・カーライル、プロ野球選手
- 12月21日 - フレディ・サンチェス、メジャーリーガー
- 12月23日 - ヤリ・マーエンパー、ミュージシャン
- 12月25日 - プリヤ・ラーイ、ポルノ女優
- 12月26日 - エディ・アハーン、騎手
- 12月26日 - フレデリック・ダンビエ、フィギュアスケート選手
- 12月30日 - ケニオン・マーティン、バスケットボール選手

## ノーベル賞
- 物理学賞 - フィリップ・アンダーソン、ネヴィル・モット、ジョン・ヴァン・ヴレック
- 化学賞 - イリヤ・プリゴジン
- 生理学・医学賞 - ロジャー・ギレミン アンドリュー・ウィクター・シャリー ロザリン・ヤロー
- 文学賞 - ヴィセンテ・アレイクサンドレ
- 平和賞 - アムネスティ・インターナショナル
- 経済学賞 - ベルティル・オリーン ジェイムズ・ミード